# Hans Jakob Holzhalb
Hans Jakob Holzhalb (* 21. November 1720 in Zürich; † 4. April 1807 ebenda) war ein Schweizer Gelehrter.

## Leben
Hans Jakob Holzhalb wurde am 21. November 1720 als Sohn des Apothekers „zum Salmen“ Leonhard Holzhalb in Zürich geboren. Ab 1742 leitete Holzhalb die Apotheke seines Vaters, die er 1782 verkaufte. Danach zog er sich aufs Land nach  Brütten zurück. Aus persönlichem Interesse eignete er sich historisches Wissen, vor allem in Schweizer Geschichte und schweizerische  Geschlechterkunde, an. Als überaus ambitionierter Sammler von historischem Material ergänzte Holzhalb von 1786 bis 1795 Johann Jacob Leus Schweizer Lexikon durch ein sechsbändiges „Supplement“. Hans Jakob Holzhalb, der vermutlich unverheiratet blieb, starb ohne Nachkommen im Alter von 86 Jahren im städtischen Pfrundhaus St. Jakob.